# کن آلبرس
کن آلبرس (انگلیسی: Ken Albers؛ ‏ ۱۰ دسامبر ۱۹۲۴ – ۱۹ آوریل ۲۰۰۷) موسیقی‌دان اهل ایالات متحده آمریکا بود.
وی بین سال‌های ۱۹۵۶ تا ۲۰۰۷ میلادی فعالیت می‌کرد.